# Albert Heijnneman
Albert Eduard Heijnneman (Penang, Nederlands Oost-Indië, 28 oktober 1896 – Scheveningen, 20 februari 1944) was een Nederlands atleet, die gespecialiseerd was in de sprint, maar tevens goed kon verspringen.

## Loopbaan
Heijnneman vertegenwoordigde Nederland op de Olympische Spelen van 1920 in Antwerpen, waar hij onder meer als lid was van de 4 x 100 m estafetteploeg, die verder bestond uit Jan de Vries, Harry van Rappard en Cor Wezepoel. Het viertal werd in de tweede serie uitgeschakeld in een tijd van circa 43,7 s. Heijnneman nam bovendien deel aan twee individuele nummers, de 100 en 200 m. Op het kortste sprintnummer overleefde hij de series niet; op de 200 m drong hij door tot de kwartfinales, waarin hij in zijn race als vijfde en laatste eindigde.
Albert Heijnneman werd in 1919 Nederlands kampioen op zowel de 100 als de 200 m. Bovendien wist hij van 1917 tot en met 1919 driemaal nationaal kampioen te worden bij het verspringen.
Heijnneman werd gedurende de Tweede Wereldoorlog in de strafgevangenis van Scheveningen als lid van het ondergronds verzet door de Duitsers doodgemarteld. Hij ligt begraven op het Nederlands Ereveld Loenen, gemeente Apeldoorn.

## Nederlandse kampioenschappen
| Onderdeel   | Jaar             |
| ----------- | ---------------- |
| 100 m       | 1919             |
| 200 m       | 1919             |
| verspringen | 1917, 1918, 1919 |

## Persoonlijke records
| Onderdeel   | Prestatie | Datum       | Plaats         |
| ----------- | --------- | ----------- | -------------- |
| 100 m       | 10,8 s    | 1922        |                |
| 200 m       | 22,5 s    | 1922        |                |
| verspringen | 7,22 m    | 8 juli 1924 | Recklinghausen |